# Око за око (фильм, 1981)
Око за око (англ. An Eye for an Eye) — кинофильм американского режиссёра Стива Карвера, вышедший на экраны в 1981 году.
В СССР фильм был переведён Алексеем Михалёвым на видеокассетах, впоследствии демонстрировался в видеосалонах.

## Сюжет
Полицейский Шон Кейн (Чак Норрис) попадает в засаду со своим другом-напарником Девидом Пирсом (Терри Кайзер), устроенную связным с бандой наркомафии Мантоей (Мэл Новак). В перестрелке друг Кейна гибнет. Один из членов группировки выпадает из окна здания третьего этажа от руки (а точнее — ноги) Кейна. Шона упрекают в провале операции, и он вынужден оставить пост в полиции взамен на свободу действий. Он начинает собственное расследование гибели друга.

## В ролях
- Чак Норрис — Шон Кейн
- Кристофер Ли — Морган Кэнфилд
- Ричард Раундтри — капитан Стивенс
- Мэтт Кларк (Matt Clark) — Том МакКой
- Мако — Джеймс Чен
- Мэгги Купер — Хизер Салливан
- Розалинд Чао (Rosalind Chao) — Линда Чен
- Профессор Тору Танака — «Профессор»
- Стюарт Пэнкин (Stuart Pankin) — Ники Лабелл
- Терри Кайзер (Terry Kiser) — Дэйв Пирс
- Мэл Новак  — Тони Монтойя

## Интересные факты
- Когда Шон уезжает из полицейского участка, мы видим, как его автомобиль подъехал к Т-образному перекрёстку и готовится повернуть, однако капитан Стивенс (Ричард Раундтри) продолжает из окна полицейского участка смотреть вслед автомобилю Кейна и ведёт его почти за горизонт.